# Departamento Cortés
Cortés ist eines der 18 Departamentos in Honduras in Mittelamerika.
Die Hauptstadt des Departamentos und mit Abstand die größte Stadt in Cortés ist San Pedro Sula.
Cortés liegt an der Atlantikküste am Golf von Honduras und hat im Westen eine Außengrenze mit Guatemala. Mit einer Einwohnerzahl von knapp 1,4 Millionen ist Cortés nach Francisco Morazán das zweitbevölkerungsreichste Departamento in Honduras.
Gegründet wurde das Departamento im Jahr 1893 durch Abspaltung aus den Departamentos Santa Bárbara und Yoro.

## Municipios
Cortés ist in 12 Municipios unterteilt:
1. Choloma
2. La Lima
3. Omoa
4. Pimienta
5. Potrerillos
6. Puerto Cortés
7. San Antonio de Cortés
8. San Francisco de Yojoa
9. San Manuel
10. San Pedro Sula
11. Santa Cruz de Yojoa
12. Villanueva